# فينيل بروبانولامين
فينيل بروبانولامين (بالإنجليزية: Phenylpropanolamine) هو دواء من المحاكيات الودية يستعمل مزيلًا للاحتقان، يُستخدم للسيطرة على التبول اللاإرادي لدى الكلاب.

## الكيمياء
يُعرف بروبانولامين أيضًا بهيدروكسي أمفيتامين، وينتمي إلى فئتي الفينيثيلامينات والأمفيتامينات الكيميائيتين. يرتبط هذا المركب ارتباطًا وثيقًا بالكاثينون (بيتا كيتو أمفيتامين)، ويوجد منه أربعة متشكلات فراغية تشمل كلا من نورإيفيدرين «دي» و«إل» ونور إيفيدرين الكاذب «دي» و«إل». يُعرف نور إيفيدرين الكاذب «دي» أيضًا بالكاثين، ويوجد طبيعيًا في نبات القات. تتنوع المستحضرات الصيدلانية من فينيل بروبانولامين في تكويناتها التشكلية الفراغية في البلدان المختلفة، وهذا قد يفسر الاختلافات في التعاطي والتأثيرات الجانبية.
تشمل نظائر فينيل بروبانولامين الإيفيدرين والإفيدرين الكاذب والأمفيتامين والميثامفيتامين والكاثينون.
ينتمي فينيل بروبانولامين بنيويًا إلى فئة الفينيثيلامينات البديلة المؤلفة من البنزين الحلقي أو مجموعة الفينيل، وهي شاردة إيثيل ثنائية الكربون، مع ذرة نتروجين انتهائية، وبالتالي يُسمى فين-إيثيل-أمين.
يمكن تصنيف هذا المركب مع زمرة الأمفيتامينات بسبب وجود مجموعة ميثيل على ذرة الكربون ألفا (الذرة الأولى قبل مجموعة النتروجين). يُعد الإفيدرين نظير ن-ميثيل للفينيل بروبانولامين.
تتحلل المكونات الخارجية في هذه العائلة الدوائية سريعًا عبر أكسيداز أحادي الأمين لتنشط في الجرعات القصوى، لكن إضافة مجموعة ألفا ميثيل تسمح للمركبات بتجنب الاستقلاب والحفاظ على تأثيرها.
في العموم، تزيد إضافة مجموعة ن-ميثيل للأمينات الأساسية من فعاليتها، بينما تنقص إضافة بيتا-هيدروكسيل من نشاط الجهاز العصبي المركزي، لكنها تبقى أكثر انتقائية للمستقبلات الأدرينالينية.

## التاريخ
سُجلت براءة اختراع فينيل بروبانولامين عام 1938. في الولايات المتحدة، توقف مبيع الدواء بسبب زيادة خطورة النشبة الدماغية النزفية، لكنه ما يزال متاحًا في بعض البلدان الأوروبية عبر الوصفات الطبية أو حتى دون وصفات. في كندا، سُحب الدواء من الأسواق في 31 مايو عام 2001. سُحب الدواء طوعيًا من الأسواق الأسترالية بحلول يوليو 2001. أما في الهند، حُظر استخدام فينيل بروبانولامين عند البشر في 10 فبراير عام 2011، وهو قرار أُلغي لاحقًا في القضاء الهندي في سبتمبر 2011.

## علم الأدوية

### آلية العمل
رغم الاعتقاد أن الدواء يعمل على تفعيل المستقبلات الأدرينالينية مباشرةً، لكن وُجد أن لديه ألفةً ضعيفةً لهذه المستقبلات، وبالمقابل حمل خصائص غير مباشرة تحاكي الفعالية الودية تعمل عبر تحريض تحرير النوربينفرين وبالتالي تنشيط المستقبلات الأدرينالينية.

### الديناميكية الدوائية
يُعد فينيل بروبانولامين أساسًا مفعلًا انتقائيًا للعوامل المطلقة للنوربينفرين، ويعمل أيضًا على إطلاق الدوبامين بفعالية أقل بعشرة أضعاف تقريبًا. تملك المتشكلات الفراغية للدواء ألفةً ضعيفةً أو ضئيلةً تجاه مستقبلات ألفا وبيتا الأدرينالينية.
تستند العديد من الهرمونات الودية والنواقل العصبية في بنيتها إلى هيكل الفينيلثيلامين، وتعمل عمومًا بآلية الكر والفر، مثل زيادة معدل نبض القلب وضغط الدم وتوسع الحدقات ورفع الطاقة وجفاف الأغشية المخاطية وزيادة التعرق إضافةً إلى العديد من التأثيرات الأخرى.

### الحركية الدوائية
يُعد النوربينفرين أحد مستقلبات الأمفيتامين كما يوضح الشكل التالي.

### التفاعلات الدوائية
تزيد بعض الأدوية من فرصة حدوث وهم سبق الرؤية عند مستخدم الفينيل بروبانولامين ما ينجم عنه إحساس بتجربة الحدث الحالي سابقًا. تدخل بعض الأدوية أيضًا عند الاستخدام المشترك في تسبيب هذا الوهم. كتب تايمنين وجاسكيلينين عام 2001 تقريرًا عن حالة مرضية لذكر صحيح بدأ بتجربة أحاسيس قوية ومتكررة من وهم سبق الرؤية بعد تناول أدوية مثل الأمانتيدين والفينيل بروبانولامين معًا لعلاج أعراض الإنفلونزا، وأثارت هذه التجربة الاهتمام لدرجة أن الباحث أكمل الشوط العلاجي ليرسل النتائج إلى معالج نفسي ليعدها على شكل تقرير حالة.
خمن تايمنين وجاسكيلينين أن وهم سبق الرؤية يحصل نتيجة فرط الفعالية الدوبامينية في المناطق الصدغية الوسطى من الدماغ بسبب الفعالية الدوبامينية للأدوية ونتائج تحريض الدماغ السابقة بالأقطاب الكهربائية.